# Bassem Feghali
Bassem Feghali (en arabe : باسم فغالي), né le 21 septembre 1977 à Wadi Chahrour, est un chanteur, acteur et drag queen libanais.

## Biographie
Bassem Feghali naît le 21 septembre 1977 à Wadi Chahrour, un petit village du district de Baabda dans lequel il vit toujours. Sa carrière débute en 1996, lorsqu'il remporte la médaille d'or au télé-crochet libanais Studio El Fan. Il avait été repéré par la chanteuse Sabah et Simon Asmar, le directeur de l'émission, déjà célèbre pour avoir découvert beaucoup de talents de la musique libanaise. Feghali est un jeune homme fragile, Sabah et Asmar deviennent des mentors et des parents de substitution dans le monde cruel du divertissement. Il devient par la suite un comique régulier à l'hôtel Naher el Founoun, se produisant aussi dans des cérémonies ou des concours, sous la protection d'Asmar, où il devient célèbre pour ses imitations de personnalités féminines nationales, telle que Fayrouz,.
Feghali a longtemps été la seule drag queen connue du monde arabe, se travestissant publiquement et à la télévision libanaise durant les heures de grande écoute, permettant d'inspirer de nouvelles générations de drag queens et de faire découvrir et respecter cet art au Liban. Cependant, il a plusieurs fois reçu des insultes, des menaces et des plaintes ; dans les années 1990, plusieurs de ses spectacles ont été aussi annulés en raison de risques,.